# Шкадаревич, Алексей Петрович
Алексей Петрович Шкадаревич (род. 27 октября 1947, Копыль, Бобруйская область) — учёный в области лазерной физики и приборостроения, академик Национальной академии наук Беларуси (2014, Член-корреспондент с 2004).

## Биография
Родился 27.10.1947 в г. Копыль Минской области.
Окончил физический факультет Белорусского государственного университета (1970, специальность радиофизика и электроника, с отличием).
В 1970—1979 гг. в Институте физики АН БССР: стажёр-исследователь, младший и старший научный сотрудник. В 1975 г. окончил аспирантуру и защитил диссертацию на тему «Исследование влияния нелинейных эффектов на характеристики газового лазера в магнитном поле».
С 1979 г. начальник Межведомственного конструкторского отдела Белорусского оптико-механического объединения (БелОМО), с 1984 г. начальник отделения — зам. главного инженера ЦКБ «Пеленг».
В 1988 г. защитил докторскую диссертацию «Твердотельные перестраиваемые лазеры с селективной накачкой». В 1983 г. присвоено ученое звание доцента, в 1990 г. — профессора.
С 1992 г. директор Научно-технического центра «ЛЭМТ» БелОМО.
Научные интересы — лазерная физика, оптико-электронное и лазерное приборостроение.
Разработал и руководил промышленным освоением производства лазерных аппаратов и приборов для офтальмологии, онкологии, хирургии, дерматологии и для применения в народном хозяйстве: на машиностроительных предприятиях, в шинной промышленности, полиграфии, деревообработке и лесном хозяйстве.
Доктор физико-математических наук (1988).
Лауреат Государственной премии Республики Беларусь 2000 года за цикл работ «Механизмы развития, методы и средства лечения глаукомы, катаракты, фотоповреждений сетчатки глаза» (2001).
Награждён в 2015 году белорусским орденом Почёта.
Награждён в 2021 году белорусским орденом Отечества III степени.
Нагрудный знак отличия имени В. Н. Игнатовского НАН Беларуси (2022).
1 июля 2023 года Украина ввела санкции против Алексея Шкадаревича. 5 декабря того же года США внесли Шкадаревича в свой санкционный список.

## Научные труды
Автор более 450 научных работ, в том числе 7 монографий, 3 учебных пособий, более 120 авторских свидетельств и патентов.
- Физика и спектроскопия лазерных кристаллов. — М., 1986.
- Recent Advance in Solid State Lasers // OSA Proceedings. — 1989. — Vol. 5. — P. 60—63.
- Роль интеграции науки, образования и производства в развитии приборостроения Республики Беларусь // Материалы Первого съезда ученых Республики Беларусь. — Мн., 2007.